# IQ Андромеды
IQ Андромеды (лат. IQ Andromedae) — одиночная переменная звезда в созвездии Андромеды на расстоянии приблизительно 48140 световых лет (около 14760 парсеков) от Солнца. Видимая звёздная величина звезды — от +17,3m до +16m.

## Характеристики
IQ Андромеды — жёлто-белая пульсирующая переменная звезда типа RR Лиры (RRAB) спектрального класса F. Эффективная температура — около 6905 K.